# Долно Гюгянци
Долно Гюгянци (на македонска литературна норма: Долно Ѓуѓанци) e село в централната част на Северна Македония, в Овчеполската котловина, част от община Свети Никола.

## География
Селото е разположено северно от град Свети Никола в северните склонове на планината Манговица.

## История
В XIX век Долно Гюгянци е българско село в Кратовска каза на Османската империя. Църквата „Свети Никола“ е от XIX век. През 1900 година според статистиката на Васил Кънчов („Македония. Етнография и статистика“) село Долно Гюгянци брои 280 българи християни.
Всички християнски жители на селото са под върховенството на Българската екзархия. Според статистиката на секретаря на Българската екзархия Димитър Мишев („La Macédoine et sa Population Chrétienne“) в 1905 година християнското население на Долно Гюгянци (Dolno Ghioughiantzi) се състои от 320 българи екзархисти.
При избухването на Балканската война 4 души от Гюгянци (Горно и Долно) са доброволци в Македоно-одринското опълчение. След Междусъюзническата война селото остава в Сърбия. Формата на името на селото е сменено на Гюгянце.
На етническата си карта от 1927 година Леонард Шулце Йена показва Долно Гюгинци (Dolno Gjuginci) като българско християнско село.
В 1994 година селото има 219, а в 2002 година – 174 жители.
В 2014 година на селото му е върнато неговото старо име Долно Гюгянци (Долно Ѓуѓанци).

## Личности
Родени в Долно Гюгянци
- Моне Лазов, български революционер от ВМОРО, четник на Богдан Баров[8]